# شهدخوار آسیایی
شهدخوار آسیایی (نام علمی: Cinnyris asiaticus) نام یک گونه از سرده ریزشهدخوارها است. این گونه بومی نواحی جنوب شرق ایران است.